# مدل شتاب‌دهنده چند برابر
مدل شتاب‌دهنده چند برابر کننده (همچنین به عنوان مدل‌های نسن-ساموئلسون نیز شناخته می‌شود) یک مدل کلان اقتصادی است که چرخه تجارت را تحلیل می‌کند. این مدل توسط پل ساموئلسون ساخته شده است، که برای الهام گرفتن از آلوین هانسن اعتبار داشت.این مدل مبتنی بر ضریب تکاثر کینزی است، که نتیجه آن فرض این است که اهداف مصرف به سطح فعالیت اقتصادی بستگی دارد و نظریه شتاب‌دهنده سرمایه‌گذاری، که فرض می‌کند اهداف سرمایه‌گذاری به سرعت رشد فعالیت اقتصادی بستگی دارد.

## مدل
مدل شتاب‌دهنده چند برابر کننده را می‌توان برای یک اقتصاد بسته به شرح زیر بیان کرد: اول، سطح پاکسازی فعالیت‌های اقتصادی به این صورت تعریف می‌شود که در آن تولید دقیقاً مطابق با کل اهداف دولت، اهداف مصرف خانوار و شرکت‌ها و اهداف سرمایه‌گذاری باشد. {\displaystyle Y_{t}=g_{t}+C_{t}+I_{t};} سپس معادله‌ای برای بیان این ایده که اهداف مصرفی خانوارها به میزان فعالیت اقتصادی وابسته است، احتمالاً با تأخیر {\displaystyle C_{t}=\alpha Y_{t-1}} سپس معادله ای که باعث می‌شود اهداف سرمایه‌گذاری بنگاه‌ها نسبت به سرعت تغییر فعالیت اقتصادی واکنش نشان دهند: {\displaystyle I_{t}=\beta [C_{t}-C_{t-1}]} و در آخر بیانیه ای مبنی بر اینکه اهداف مالی دولت تحت تأثیر هیچ‌یک از متغیرهای دیگر مدل نیست. به عنوان مثال، سطح هزینه‌های دولت می‌تواند به عنوان واحد حساب استفاده شود:{\displaystyle g_{t}=1}
از کجا {\displaystyle Y_{t}} درآمد ملی است، {\displaystyle g_{t}} هزینه دولت است ، {\displaystyle C_{t}} هزینه مصرف است، {\displaystyle I_{t}} ناشی از سرمایه‌گذاری خصوصی است، و اشتراک(t) زمان است. در اینجا می‌توانیم این معادلات را دوباره تنظیم کنیم و آنها را به عنوان یک معادله تفاوت خطی مرتبه دوم بازنویسی کنیم:{\displaystyle Y_{t}=1+\alpha (1+\beta )Y_{t-1}-\alpha \beta Y_{t-2}}
ساموئلسون نشان داد که چندین راه راه حل برای درآمد ملی از این معادله اختلاف خطی مرتبه دوم وجود دارد.این مسیر راه حل بسته به مقادیر ریشه‌های معادله یا روابط بین پارامتر α و β شکل خود را تغییر می‌دهد.